# 丛军
丛军（1950年8月—），原名陈姗姗，四川人，中华人民共和国外交官，曾任中华人民共和国驻爱沙尼亚特命全权大使。

## 生平
1973年，赴英国威尔士联合学院学习，后转入伦敦经济学院学习。1975年，进入中华人民共和国外交部工作，先后在外交部翻译室、常驻联合国代表团、外交部美洲大洋洲司、外交部北美大洋洲司任职。1990年，赴美国塔夫茨大学攻读硕士学位。1991年，任常驻联合国代表团一等秘书。1993年，任中国信托投资公司技术公司处长。1994年，任中国国家计划生育委员会国际合作司副司长，后升任司长。1999年，任中国人民外交学会副秘书长。2001年12月，出任中华人民共和国驻爱沙尼亚大使。2003年7月，自驻爱沙尼亚大使离任。次月陪同丈夫王光亚到常驻联合国代表团，随任公使衔参赞，同时是大使夫人。

## 家庭
父亲是中华人民共和国政治家、军事家陈毅，母亲是张茜，丈夫是政治人物、外交家王光亚，两人育有一子王新岳。

## 荣誉

### 外国勋章奖章
- 一等圣母玛利亚之地十字勋章（英语：Order of the Cross of Terra Mariana）（爱沙尼亚，2003年7月21日批准，2003年7月23日颁发[6]）